# Пинта (остров)
Пи́нта (Абингдо́н) (исп. Isla Pinta, Abingdon) — необитаемый остров в составе островов Галапагос. Принадлежит Эквадору. Назван в честь «Пинты», одного из кораблей Христофора Колумба. Общая площадь острова составляет 59,40 км². Самая высокая точка — 777 м над уровнем моря.

## География
Пинта — родина Одинокого Джорджа, одной из наиболее известных слоновых черепах островов Галапагос, вероятно, последнего представителя подвида Geochelone nigra abingdoni. Одинокий Джордж скончался в июне 2012 года в питомнике Исследовательской станции имени Чарльза Дарвина на острове Санта-Крус.
Пинта является наиболее северным из вулканически активных островов Галапагосского архипелага, будучи щитовидным вулканом. Последнее извержение было в 1928 году.
К фауне острова относятся галапагосские чайки, морские игуаны и галапагосские морские котики. Несмотря на жёсткие природные условия, на острове Пинта произрастают растения 180-ти таксономических групп. Из них, 59 видов встречаются только на Галапагос, 19 видов встречаются только на малом числе островов, два вида растений являются эндемичными для острова. Чрезвычайно разнообразие растительности острова может быть связано с относительной изоляцией Пинты в архипелаге, разнообразием климатических зон острова, а также влиянием травоядных гигантских черепах, которые некогда процветали на острове.